# مارتی مگوایر
مارتی مگوایر (به انگلیسی: Martie Maguire) (زاده ۱۲ اکتبر ۱۹۶۹) خواننده و آهنگساز آمریکایی سبک کانتری و از بنیانگذاران گروه موسیقی دیکسی چیکس است.